# Tewksbury
Tewksbury è un comune degli Stati Uniti d'America facente parte della contea di Middlesex nello stato del Massachusetts.